# Phasicnecus fontainei
Phasicnecus fontainei är en fjärilsart som beskrevs av Ugo Dall'asta och Poncin 1980. Phasicnecus fontainei ingår i släktet Phasicnecus och familjen Eupterotidae. Inga underarter finns listade i Catalogue of Life.